# Spinor-Helizitäts-Formalismus
Der Spinor-Helizitäts-Formalismus, auch Weyl-van-der-Waerden-Formalismus nach Hermann Weyl und Bartel Leendert van der Waerden, ist eine alternative mathematische Formulierung von Quantenfeldtheorien, die auf der Verwendung von Spinoren und Invarianten der speziellen linearen Gruppe statt der Verwendung von Vierervektoren und Invarianten der Lorentzgruppe basiert.

## Grundlagen

### Gruppentheorie der Lorentzgruppe
In 3+1 Raumzeit-Dimensionen ist die reelle Lorentzgruppe {\displaystyle SO(1,3,\mathbb {R} )} isomorph zur komplexen speziellen linearen Gruppe in zwei Dimensionen, {\displaystyle SL(2,\mathbb {C} )}. Dies führt dazu, dass jedem Gruppenelement der Lorentzgruppe ein Element der komplexen speziellen linearen Gruppe zugeordnet werden kann und jedem Vektor in der reellen vierdimensionalen Raumzeit {\displaystyle \mathbb {R} ^{1,3}}, auf der die Lorentzgruppe operiert, eine Matrix im Raum der komplexen {\displaystyle 2\times 2}-Matrizen {\displaystyle M_{2}(\mathbb {C} )}, auf der die spezielle lineare Gruppe operiert. Dieser Übergang erfolgt durch die vier Pauli-Matrizen {\displaystyle \sigma ^{\mu }}. Sei {\displaystyle k_{\mu }} ein Vierervektor, dann gilt:
{\displaystyle k^{a{\dot {a}}}=\sigma _{\mu }^{a{\dot {a}}}k^{\mu }={\begin{pmatrix}k_{0}+k_{3}&k_{1}-\mathrm {i} k_{2}\\k_{1}+\mathrm {i} k_{2}&k_{0}-k_{3}\end{pmatrix}}}
Die griechischen Indizes {\displaystyle \mu } bezeichnen Lorentzindizes, die von 0 bis 3 laufen, während die lateinischen Indizes {\displaystyle a,{\dot {a}}} Spinorindizes heißen und von 1 bis 2 laufen. Die Rücktransformation vom {\displaystyle M_{2}(\mathbb {C} )} in den {\displaystyle \mathbb {R} ^{1,3}} funktioniert via
{\displaystyle k_{\mu }={\frac {1}{2}}{\bar {\sigma }}_{{\dot {a}}a}^{\mu }k^{a{\dot {a}}}}
Die lorentzinvariante Größe {\displaystyle k\cdot p} übersetzt sich via
{\displaystyle k^{\mu }p_{\mu }={\frac {1}{2}}\varepsilon _{ba}\varepsilon _{{\dot {a}}{\dot {b}}}k^{a{\dot {a}}}p^{b{\dot {b}}}}
mit dem total antisymmetrischen Levi-Civita-Symbol {\displaystyle \varepsilon }. Insbesondere gilt
{\displaystyle k_{\mu }k^{\mu }=\det(k^{a{\dot {a}}})}.
Die Gruppenoperation eines Elements der Lorentzgruppe {\displaystyle k^{\nu }\to k'^{\nu }=\Lambda _{\mu }^{\nu }k^{\mu }} mit einer Lorentzmatrix {\displaystyle \Lambda } übersetzt sich als
{\displaystyle k^{a{\dot {a}}}\to k'^{a{\dot {a}}}=\zeta _{b}^{a}k^{b{\dot {b}}}{\tilde {\zeta }}_{\dot {b}}^{\dot {a}}}
mit {\displaystyle \zeta ,{\tilde {\zeta }}=\zeta ^{\dagger }\in SL(2,\mathbb {C} )}. Die Matrizen {\displaystyle \zeta } sind dabei für Drehungen um eine Achse {\displaystyle i} mit dem Winkel {\displaystyle \alpha }
{\displaystyle \zeta (R_{i}(\theta ))=\exp(-\mathrm {i} {\tfrac {\alpha }{2}}\sigma _{i})}
und für Lorentz-Boosts entlang einer Achse {\displaystyle i} mit der Rapidität {\displaystyle \theta }
{\displaystyle \zeta (B_{i}(\theta ))=\exp(-\mathrm {\tfrac {\theta }{2}} \sigma _{i})}
wobei {\displaystyle \exp } das Matrixexponential bezeichnet.
Dies kann auf die komplexe Lorentzgruppe {\displaystyle SO(1,3,\mathbb {C} )}, die auf {\displaystyle \mathbb {C} ^{1,3}} operiert, verallgemeinert werden. Dann gilt der Isomorphismus {\displaystyle SO(1,3,\mathbb {C} )\cong SL(2,\mathrm {C} )\times SL(2,\mathrm {C} )} und {\displaystyle {\tilde {\zeta }}} muss nicht zwangsläufig gleich {\displaystyle \zeta ^{\dagger }} sein und es muss nicht {\displaystyle \kappa ={\tilde {\kappa }}^{\dagger }} gelten.

### Notation
Aus {\displaystyle k\cdot k=\det(k)} folgt, dass ein lichtartiger Vektor {\displaystyle k^{\mu }} sich in eine Matrix ohne vollen Rang übersetzt. Da die Dimension von {\displaystyle k} zwei ist, folgt {\displaystyle \operatorname {rg} k=1}, sofern {\displaystyle k\neq 0} ist. Daher kann {\displaystyle k} als dyadisches Produkt geschrieben werden:
{\displaystyle k^{a{\dot {a}}}=\kappa ^{a}{\tilde {\kappa }}^{\dot {a}}}
Sowohl {\displaystyle \kappa } als auch {\displaystyle {\tilde {\kappa }}} sind zweidimensionale Objekte, genannt Spinoren. Der Spinor {\displaystyle \kappa } heißt holomorpher Spinor, der Spinor {\displaystyle {\tilde {\kappa }}} antiholomorpher Spinor. Eine explizite Darstellung dieser Spinoren lautet:
{\displaystyle \kappa ^{a}={\frac {1}{\sqrt {k_{0}+k_{3}}}}{\begin{pmatrix}k_{0}+k_{3}\\k_{1}+\mathrm {i} k_{2}\end{pmatrix}}\qquad {\tilde {\kappa }}^{\dot {a}}={\frac {1}{\sqrt {k_{0}+k_{3}}}}{\begin{pmatrix}k_{0}+k_{3}&k_{1}-\mathrm {i} k_{2}\end{pmatrix}}}
Insbesondere können die Spinoren um einen Faktor {\displaystyle t} respektive {\displaystyle t^{-1}} reskaliert werden, ohne dass dies die Matrix {\displaystyle k^{a{\dot {a}}}} ändern würde. Es ist ersichtlich, dass die beiden Spinoren adjungiert sind, sofern der Vektor {\displaystyle k^{\mu }} reell ist. Im Folgenden sei angenommen, dass alle auftretenden Vektoren lichtartig sind.
Ein Skalarprodukt von zwei Vierervektoren kann daher als
{\displaystyle k\cdot p=\kappa ^{a}\varepsilon _{ab}\pi ^{b}{\tilde {\kappa }}^{\dot {a}}\varepsilon _{{\dot {a}}{\dot {b}}}{\tilde {\pi }}^{\dot {b}}\equiv \langle \kappa \pi \rangle [\pi \kappa ]}
geschrieben werden. Die Levi-Civita-Symbole übernehmen in diesem Sinn die Rolle der Metrik in der {\displaystyle SL(2,\mathbb {C} )}. Es gilt
{\displaystyle \kappa _{b}=\varepsilon _{ab}\kappa ^{a}} und {\displaystyle {\tilde {\kappa }}_{\dot {b}}=\varepsilon _{{\dot {a}}{\dot {b}}}{\tilde {\kappa }}^{\dot {a}}}
Analog zur Bra-Ket-Notation lautet die Notation für die Spinoren:
{\displaystyle \kappa ^{a}=\kappa \rangle \quad \kappa _{a}=\langle \kappa \quad {\tilde {\kappa }}^{\dot {a}}=[\kappa \quad {\tilde {\kappa }}_{\dot {a}}=\kappa ]}
Insbesondere ist aufgrund der Antisymmetrie des Levi-Civita-Symbols
{\displaystyle \langle \kappa \kappa \rangle =[\kappa \kappa ]=0}.
Ein raum- oder zeitartiger Vektor kann stets mittels
{\displaystyle k=k^{\flat }+{\frac {k^{2}}{2k\cdot p}}p}
in zwei lichtartige Vektoren dekomponiert werden. In diesem Beispiel heißt {\displaystyle p}  Hilfsvektor.

## Physikalische Implikation

### Fermionen
Mithilfe des Spinor-Helizitäts-Formalismus ist die Lösung der Dirac-Gleichung trivial. Die Dirac-Gleichung lautet:
{\displaystyle (-\mathrm {i} \gamma ^{\mu }\partial _{\mu }-m)\psi =0}
Dabei ist {\displaystyle p_{\mu }} der Impuls des Teilchens und {\displaystyle \gamma } die Dirac-Matrizen. Der Ansatz {\displaystyle \psi =u\exp(-\mathrm {i} px)} bzw. {\displaystyle \psi =v\exp(\mathrm {i} px)} führt zu
{\displaystyle (\gamma ^{\mu }p_{\mu }-m)u=0} und {\displaystyle (\gamma ^{\mu }p_{\mu }+m)v=0}
für Teilchen beziehungsweise Antiteilchen. In Weyl-Darstellung gilt
{\displaystyle \gamma ^{\mu }={\begin{pmatrix}0&\sigma ^{\mu }\\{\bar {\sigma }}^{\mu }&0\end{pmatrix}}}
Auf der Massenschale ist ferner {\displaystyle p^{2}=m^{2}} raumartig und muss daher dekomponiert werden, sodass die Dirac-Gleichung im Spinor-Helizitäts-Formalismus
{\displaystyle {\begin{pmatrix}\mp m&\pi \rangle [\pi +{\frac {m^{2}}{\langle \pi \mu \rangle [\mu \pi ]}}\mu \rangle [\mu \\\pi ]\langle \pi +{\frac {m^{2}}{\langle \pi \mu \rangle [\mu \pi ]}}\mu ]\langle \mu &\mp m\end{pmatrix}}{\begin{pmatrix}u\rangle \\u]\end{pmatrix}}=0}
mit einem Hilfs„vektor“ {\displaystyle \mu \rangle [\mu } lautet. Es folgt
{\displaystyle \psi \rangle \!\!{\big \rangle }\equiv {\begin{pmatrix}\pi \rangle \\\mp {\frac {m}{[\pi \mu ]}}\mu ]\end{pmatrix}}} und {\displaystyle \psi ]\!{\big ]}\equiv {\begin{pmatrix}\pm {\frac {m}{\langle \pi \mu \rangle }}\mu \rangle \\\pi ]\end{pmatrix}}}
als Lösungen des Eigenwertproblems. Die Dirac-Spinoren sind so normiert, sodass {\displaystyle {\bar {\psi }}\psi =2m} gilt. Im massiven Fall sind die Spinoren insbesondere von der Wahl des Hilfsvektors abhängig; im masselosen Fall nicht.

### Vektorbosonen
Die Maxwell-Gleichungen
{\displaystyle p_{\mu }\epsilon ^{\mu }=0}
mit dem Polarisationsvektor {\displaystyle \epsilon } besitzt die beiden Lösungen
{\displaystyle \epsilon _{-}={\sqrt {2}}{\frac {\pi \rangle [\mu }{[\pi \mu ]}}} und {\displaystyle \epsilon _{+}=-{\sqrt {2}}{\frac {\mu \rangle [\pi }{\langle \pi \mu \rangle }}}
wobei {\displaystyle p^{2}=0} gilt. Die Normierung wurde so gewählt, dass die beiden Lösungen orthonormal sind. Das + und - der Lösungen steht für die Helizität des Polarisationsvektors.
Die Proca-Gleichung für massive Vektorbosonen hat die zusätzliche Lösung
{\displaystyle \epsilon ={\frac {1}{m}}\left(\pi \rangle [\pi -{\frac {m^{2}}{\langle \pi \mu \rangle [\mu \pi ]}}\mu \rangle [\mu \right)}
die der longitudinalen Polarisationsmode entspricht.

## Helizitätsoperator
Im Spinor-Helizitäts-Formalismus kann für masselose Teilchen sehr einfach ein Helizitätsoperator definiert werden. 
{\displaystyle h={\frac {1}{2}}\sum _{i=1}^{n}\left(-\pi _{i}\rangle {\frac {\partial }{\partial \pi _{i}\rangle }}+\pi _{i}]{\frac {\partial }{\partial \pi _{i}]}}\right)}
Die Summe läuft über alle beteiligten Impulse {\displaystyle p_{i}=\pi _{i}\rangle [\pi _{i}}. Der Helizitätsoperator zählt also für jedes {\displaystyle \pi ]} ½ hinzu und zieht für jedes {\displaystyle \pi \rangle } ½ ab.
Man kann nun sehr einfach sehen, dass für die Polarisationsvektoren gilt:
{\displaystyle h\epsilon _{-}=-\epsilon _{-}} und {\displaystyle h\epsilon _{+}=+\epsilon _{+}}